# Castelândia
Castelândia är en kommun i Brasilien.   Den ligger i delstaten Goiás, i den sydöstra delen av landet, 400 km sydväst om huvudstaden Brasília. Antalet invånare är 3 638.
Omgivningarna runt Castelândia är en mosaik av jordbruksmark och naturlig växtlighet. Runt Castelândia är det glesbefolkat, med 19 invånare per kvadratkilometer.